# Malta op de Olympische Winterspelen 2018
Malta was een van de deelnemende landen aan de Olympische Winterspelen 2018 in Pyeongchang, Zuid-Korea.
Bij de tweede opeenvolgende deelname van het land aan de Winterspelen kwam een deelneemster in actie. Alpineskister Élise Pellegrin, voor de tweede keer deelneemster en ook de vlaggendraagster bij de openingsceremonie, kwam uit op twee onderdelen.

## Deelnemers en resultaten
(v) = vrouwen 

### Alpineskiën
| Olympiër (deelname) | Onderdeel        | Resultaat | Prestatie                                                          |
| ------------------- | ---------------- | --------- | ------------------------------------------------------------------ |
| Élise Pellegrin (2) | reuzenslalom (v) | DSQ       | gediskwalificeerd                                                  |
| Élise Pellegrin (2) | slalom (v)       | 50e       | 1e run: 1.05,18 (56e) 2e run: 58,90 (45e) totaal: 2.04,08 (+25,45) |